# Oggatonama
Oggatonama (em bengali: অজ্ঞাতনামা) é um filme de drama bengali de 2016 dirigido e escrito por Tauquir Ahmed, o qual foi exibido na edição do Festival de Cannes deste ano. Foi selecionado como representante de seu país ao Oscar de melhor filme estrangeiro em 2017.

## Elenco
- Shahiduzzaman Selim - Ramjan Ali
- Mosharraf Karim - Farhad
- Nipun - Beauty
- Fazlur Rahman Babu - Kifayet Uddin Pramanik
- Abul Hayat - Pai de Wahab